# Glocester (Rhode Island)
Pour les articles homonymes, voir Gloucester (homonymie).
Glocester est une ville américaine (town) située dans le comté de Providence, dans l'État de Rhode Island. Elle comprend les villages de Chepachet et Harmony (en).
La municipalité s'étend sur 56,84 milles carrés (147,21 km2). D'après le recensement de 2010, elle compte 9 746 habitants.
La ville s'appelait à l'origine Gloucester, en l'honneur de Henry Stuart, duc de Gloucester. Elle devient une ville indépendante de Providence en 1731. En 1806, North Gloucester devient Burrillville, une municipalité indépendante. La même année, les habitants votent pour changer le nom de la ville en « Glocester » pour la différencier de Gloucester dans le Massachusetts.